# 착상
착상은 임신 초기에 배아가 자궁의 외벽에 부착하는 과정이다. 이 시기의 배아는 배반포이다. 착상이 정상적으로 이뤄져야 태아가 모체로부터 산소와 영양분을 공급받아 자랄 수 있게 된다.
착상은 배란후 9일쯤 지났을 때 일어날 확률이 높으며, 6~12일 이내에 일어난다.

## 같이 보기
- 발생
- 수정
- 임신